# Диафаноптеродеи
Диафаноптеродеи (лат. Diaphanopterodea) — отряд вымерших крылатых насекомых. Более 50 видов.
Обнаружены в ископаемых отложениях пермского и каменноугольного периодов Европы, Урала, Сибири, Северной Америки. Были способны складывать свои крылья крышевидно над брюшком. Ротовые органы в виде хоботка, направленного вниз.

## Описание
Этот отряд древнекрылых насекомых появился в каменноугольном периоде, но наиболее известен из пермского периода России, Северной Америки и Европы. Они напоминали комаров по размеру, сосущему ротовому аппарату и строению тела, голова была вооружена клювом с колюще-сосущим ротовым аппаратом, и они могли быть кровососущими, как некоторые двукрылые. Передние и задние крылья были одинаковыми, жилка R была загнута назад у основания на передних крыльях, в меньшей степени в задних крыльях. Основные жилки сближены в основании крыла. Как и в случае с новокрылыми, эти насекомые могли складывать крылья назад над верхней частью брюшка, но механизм складывания неясен.

## Систематика

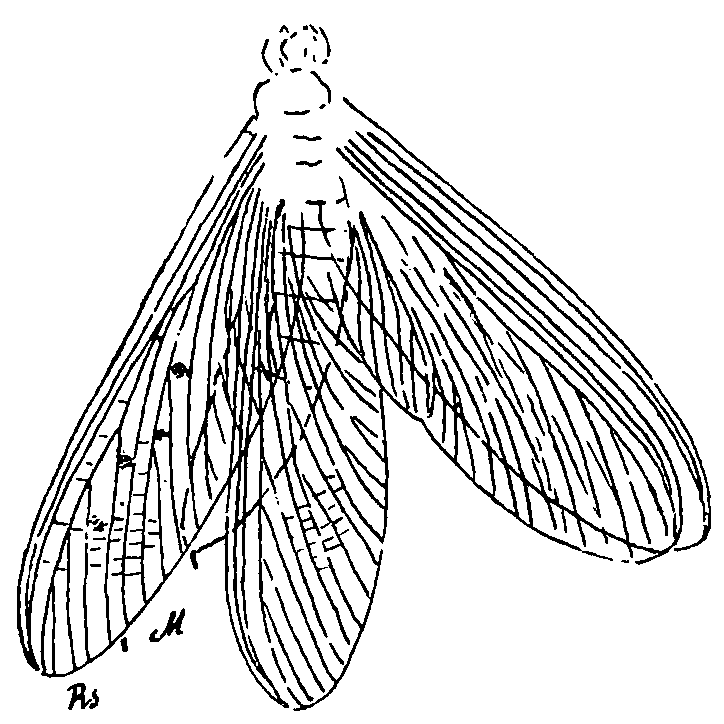
Diaphanoptera munieri

Около 10 семейств, 25 родов и 50 видов. Вместе с другими вымершими отрядами (Megasecoptera, Permothemistida и Palaeodictyoptera) отряд Diaphanopterodea образует группу (надотряд, подкогорту) Palaeodictyopteroidea (=Archaeoptera).
- Asthenohymenidae Tillyard, 1924
  - Asthenohymen
- Biarmohymenidae
  - Biarmohymen
- Diaphanopteridae Handlirsch, 1906
  - Diaphanoptera Brongniart, 1893[9]
  - Philiasptilon
- Elmoidae Tillyard, 1937
  - Elmoa
- Martynoviidae Tillyard, 1932
  - Martynovia[10]
  - Eumartynovia
  - Phaneroneura
- Parabrodiidae
  - Parabrodia
- Parelmoidae
  - Parelmoa
  - Pseudelmoa
  - Uralia
- Paruraliidae
  - Paruralia
- Prochoropteridae Handlirsch, 1911
  - Prochoroptera
  - Euchoroptera
- Rhaphidiopsidae
  - Rhaphidiopsis
- incertae sedis
  - Diapha
  - Elmodiapha
  - Paradiapha
  - Permodiapha
  - Protodiapha
  - Stenodiapha